# Saksiske krige
De saksiske krige var en serie felttog og træfninger, der foregik over 30 år fra 772, da Karl den Store første gang gik ind i Sachsen for at erobre det, og frem til 804 da det sidste oprør af germanske stammer blev knust. Sammenlagt blev der udkæmpet 18 slag i det, der nu er en del af det nordvestlige Tyskland. De resulterede i at Sachsen blev inkorporeret i Franken, og befolkningen blev tvunget til at gå bort fra deres religion for at overgå til katolicismen.
På trods af flere tilbageslag modstod sakserne længe, og kom tilbage for at plyndre Karl den Stores område, så snart han flyttede opmærksomheden et andet sted hen. Deres leder, Widukind, var vedholdende og opfindsom modstander. Han accepterede en fredsaftale med Karl den Store uden at miste ansigt, og forhindrede Karl den Store i at fortsætte den udmattende krig. Denne aftale sikrede sakserne ledere særlige rettigheder i deres hjemland. Widukind blev døbt i 785 og begravet i den eneste germanske kirke uden et spir.
Sachserne var opdelt i fire undergrupper i fire regioner. Den tættest på det frankiske kongerige Austrasien var Westfalen, og den længst væk var Ostfalen. Mellem disse to kongeriger fandtes Engern og nord for disse tre lige under Jylland lå Nordalbingien.